# Armee-Reserveführungsanlage Objekat D-0
Armee-Reserveführungsanlage Objekat D-0 (serbokroatisch Атомска ратна команда Atomska ratna komanda, ARK) ist ein Bunker in Konjic in Bosnien und Herzegowina. Er sollte der Jugoslawischen Volksarmee (JNA) als Reserveführungsanlage für den Fall eines Atomkrieges dienen.

## Geschichte
Mit dem Bau wurde 1953 begonnen, die Fertigstellung war 1979. Bis in die Zeit der Jugoslawienkriege wurde die Anlage geheim gehalten. Für den Bau wurden damals umgerechnet 4,5 Mrd. US-Dollar investiert. Höhere Summen wurden nur für die Flugzeugkaverne in Željava und den militärischen Teil des Hafens in Split aufgewendet.
Während des Bosnienkrieges plante die Jugoslawische Volksarmee 1992, den Bunker zu sprengen, um ihn nicht in die Hände der vorrückenden Armee von Bosnien und Herzegowina fallen zu lassen. Der wachhabende Offizier verhinderte dies durch Zerschneiden der Zündkabel in der Nacht vor der geplanten Sprengung.

## Aufbau
Die Anlage kann über drei Eingänge betreten werden. Diese sind als Wohnhäuser getarnt und der Eingang in der Fahrzeuggarage versteckt. In der Anlage waren auf einer Fläche von 6500 m² Räume auf eine Tiefe von 280 m weit in den Berg gebaut. Die Feldüberdeckung lag dort bei über 200 m. Darin konnten sich 350 Soldaten und Offiziere aufhalten. Die Anlage ist derart stark geschützt, dass sie einen Treffer einer 20–25 Kilotonnen starken Kernwaffe in der Nähe überstehen sollte.
Die Räume im inneren Kern waren in zehn Blöcke eingeteilt. Zu diesen Räumlichkeiten gehören neben einer eigenen Wasserversorgung und Aufbereitung aus einer unterirdischen Wasserquelle Räume mit Dieselmotoren gekoppelt mit Stromgeneratoren, Treibstoffzisternen für die Dieselmotoren, Luftfilter gegen ABC-Kampfstoffe, Konferenzräume, Telekommunikationsschaltanlagen, hotelähnlichen Schlaf- und Aufenthaltsräume für die einzelnen Stabsoffiziere, ein Raum mit einer großen Anzahl von Fernmeldeapparaten sowie einer Kantine. Die Klimaanlage gewährleistete eine stetige Temperatur von 22 Grad Celsius. Die  Kommunikationsleitungen führten zu Relaisstationen auf den umliegenden Berggipfeln.

## Kunstbiennale
Am 27. Mai 2011 wurde im Bunker die erste Kunstbiennale in Bosnien und Herzegowina seit dem Bosnienkrieg eröffnet. Die gemeinsam von Serbien und Bosnien und Herzegowina organisierte Schau unter dem Titel D-0 ARK Underground zeigt vielfältige Objekte, die sich vorrangig mit der Geschichte des Bunkers sowie der Geschichte Jugoslawiens auseinandersetzen.